# Montreuil-Bonnin
Montreuil-Bonnin és un municipi francès situat al departament de la Viena i a la regió de la Nova Aquitània. L'any 2007 tenia 648 habitants.

## Demografia

### Població
El 2007 la població de fet de Montreuil-Bonnin era de 648 persones. Hi havia 264 famílies de les quals 56 eren unipersonals (16 homes vivint sols i 40 dones vivint soles), 100 parelles sense fills, 96 parelles amb fills i 12 famílies monoparentals amb fills.
La població ha evolucionat segons el següent gràfic:
Habitants censats

### Habitatges
El 2007 hi havia 310 habitatges, 267 eren l'habitatge principal de la família, 23 eren segones residències i 20 estaven desocupats. 303 eren cases i 6 eren apartaments. Dels 267 habitatges principals, 219 estaven ocupats pels seus propietaris i 48 estaven llogats i ocupats pels llogaters; 1 tenia una cambra, 5 en tenien dues, 46 en tenien tres, 92 en tenien quatre i 123 en tenien cinc o més. 215 habitatges disposaven pel capbaix d'una plaça de pàrquing. A 88 habitatges hi havia un automòbil i a 169 n'hi havia dos o més.

### Piràmide de població
La piràmide de població per edats i sexe el 2009 era:
| Homes | Edats   | Dones |
| ----- | ------- | ----- |
| 0     | 95 o +  | 0     |
| 8     | 90 a 94 | 4     |
| 0     | 85 a 89 | 0     |
| 0     | 80 a 84 | 12    |
| 4     | 75 a 79 | 0     |
| 20    | 70 a 74 | 8     |
| 12    | 65 a 69 | 20    |
| 28    | 60 a 64 | 12    |
| 12    | 55 a 59 | 24    |
| 20    | 50 a 54 | 12    |
| 12    | 45 a 49 | 28    |
| 56    | 40 a 44 | 28    |
| 28    | 35 a 39 | 32    |
| 12    | 30 a 34 | 24    |
| 8     | 25 a 29 | 8     |
| 20    | 20 a 24 | 12    |
| 52    | 15 a 19 | 32    |
| 24    | 10 a 14 | 20    |
| 20    | 5 a 9   | 28    |
| 8     | 0 a 4   | 16    |

## Economia
El 2007 la població en edat de treballar era de 441 persones, 354 eren actives i 87 eren inactives. De les 354 persones actives 332 estaven ocupades (182 homes i 150 dones) i 22 estaven aturades (7 homes i 15 dones). De les 87 persones inactives 33 estaven jubilades, 20 estaven estudiant i 34 estaven classificades com a «altres inactius».

### Ingressos
El 2009 a Montreuil-Bonnin hi havia 266 unitats fiscals que integraven 680,5 persones, la mediana anual d'ingressos fiscals per persona era de 17.632 €.

### Activitats econòmiques
Dels 13 establiments que hi havia el 2007, 1 era d'una empresa alimentària, 1 d'una empresa de fabricació de material elèctric, 2 d'empreses de construcció, 2 d'empreses de comerç i reparació d'automòbils, 2 d'empreses de transport, 1 d'una empresa d'hostatgeria i restauració, 1 d'una empresa d'informació i comunicació, 2 d'empreses de serveis i 1 d'una entitat de l'administració pública.
Dels 4 establiments de servei als particulars que hi havia el 2009, 1 era una oficina de correu, 2 fusteries i 1 restaurant.
L'únic establiment comercial que hi havia el 2009 era una fleca.
L'any 2000 a Montreuil-Bonnin hi havia 22 explotacions agrícoles que ocupaven un total de 1.364 hectàrees.

## Equipaments sanitaris i escolars
El 2009 hi havia una escola elemental integrada dins d'un grup escolar amb les comunes properes formant una escola dispersa.

## Poblacions més properes
El següent diagrama mostra les poblacions més properes.